# أريغارون أجمي
أريغارون أجمي  (الاسم العلمي:Erigeron caespitosus) هو نوع من النباتات يتبع جنس الأريغارون من الفصيلة النجمية.